# Испанско-марокканская граница
Испанско-марокканская граница (араб. الحدود الإسبانية المغربية‎, бербер. ⵜⵉⵍⵉⵙⴰ ⴳⴰⵔ ⵍⵎⴻⵖⵔⴻⴱ ⴷ ⵙⴱⴰⵏⵢⴰ tilisa gar lmeɣreb d Sbanya; исп. Frontera entre España y Marruecos) — государственная граница между Испанией и Марокко. Состоит из трёх несмежных линий общей протяжённостью 18,5 км вокруг испанских территорий Сеута (8 км), Пеньон-де-Велес-де-ла-Гомера (75 метров) и Мелилья (10,5 км). Испанские острова, такие как Чафаринас или Альхусемас, расположены у побережья Марокко.

## История
Исторически суверенные территории Испании были частью различных мусульманских империй северо-западной Африки. Сеута была завоевана Португалией в 1415 году. После Реконкисты Пиренейского полуострова Испания сконцентрировалась на побережье Северной Африки, захватив Мелилью у султаната Фес в 1497 году с помощью Португалии. Испания силой захватила остров Пеньон-де-Велес-де-ла-Гомера в 1508 году, а Португалия признала этот факт в следующем году по Договору Синтры. Султанат Фес отвоевал остров в 1554 году, но Испания вернула его в 1564 году.
В период существования Иберийской унии (1580—1640) Сеута привлекла множество испанских поселенцев. В результате, когда Португалия в результате войны восстановила независимость от Испании в 1640 году, Сеута решила остаться в составе Испании, с чем Португалия согласилась в 1688 году, подписав Лиссабонский договор. Договор, определяющий границу Сеуты с Марокко, был подписан 7 октября 1844 года и подтвержден другим договором 6 мая 1845 года. Договор, определяющий границу Мелилья-Марокко с параллельной «нейтральной зоной», был подписан 24 августа 1859 года.
Повторные попытки Марокко силой получить контроль над двумя эксклавами в XVIII—XIX веках потерпели неудачу, завершившись испано-марокканской войной 1859—1860 годов, в которой победила Испания. Последующий Договор Вад-Рас (Договор Тетуана) от 26 апреля 1860 года расширил границу Сеуты до нынешних границ. Граница Мелильи должна была быть установлена на расстоянии «стрельбы из пушки», что не определяло её точность, и поэтому 30 октября 1861 года был подписан ещё один договор, вступивший в силу 26 июня 1862 года, который очертил современную линию границы. Однако локальные разногласия в Мелилье продолжались, и в 1894—1895 годах были подписаны новые договоры.
По Испанско-французскому соглашению от 27 ноября 1912 года Испании был предоставлен протекторат над Марокко. После этого Сеута, Пеньон-де-Велес-де-ла-Гомера и Мелилья были включены в этот протекторат. Когда Марокко обрело независимость от Франции в 1956 году, испанская часть Марокко была передана новому королевству. Однако Испания сохранила контроль над своими суверенными территориями, утверждая, что они были испанской территорией задолго до создания протектората в 1912 году и поэтому должны оставаться частью Испании, а не Марокко.
В 1934 году сильный шторм создал томболо между Пеньон-де-Велес-де-ла-Гомера и марокканским материком, фактически сделав бывший остров новым испанским эксклавом на побережье Марокко. Официальный договор о границе между Марокко и Испанией в отношении недавно образованного эксклава так и не был подписан, и короткая 75-метровая прямая линия через песчаную косу, соединяющую её с Марокко, с тех пор функционирует как фактическая граница.
После обретения Марокко независимости спор по поводу принадлежности суверенных территорий Испании время от времени вспыхивал, особенно в 1975 году, когда возникли опасения, что Марокко попытается вторгнуться на территории, подобно тактике Зелёного марша в Западную Сахару, осуществленной в том же году. В настоящее время Испания по-прежнему контролирует эти территории и отказывается обсуждать вопрос об их суверенитете с Марокко.
В 1993 году Испания начала строительство пограничного ограждения Сеуты и Мелильи, которое было дополнительно укреплено в 1995 году. В ответ на увеличение числа попыток мигрантов прорваться через ограждение, обе стены были значительно укреплены в 2005 году, создав систему из двух ограждений, изобилующую колючей проволокой и оборудованием для наблюдения. С тех пор мигрантами было совершено множество попыток нелегально пересечь ограждения, в результате чего погибло несколько человек. 17 мая 2021 года более 6000 мигрантов пересекли границу в Сеуте. Широко распространено мнение, что Марокко допустило внезапный приток, чтобы наказать Испанию за то, что она позволила лидеру «Полисарио» Брагиму Гали пройти лечение в испанской больнице. На следующий день Марокко снова закрыло границу. Большинство прибывших в Сеуту мигрантов вернулись в Марокко.

## Морские границы
Марокко и Испания также имеют общую морскую границу в районе Канарских островов, вдоль Гибралтарского пролива и моря Альборан. Кратчайшее расстояние через Гибралтарский пролив составляет 14,3 километра. Британская зависимая территория Гибралтар расположена на северном побережье этого пролива.

## Галерея

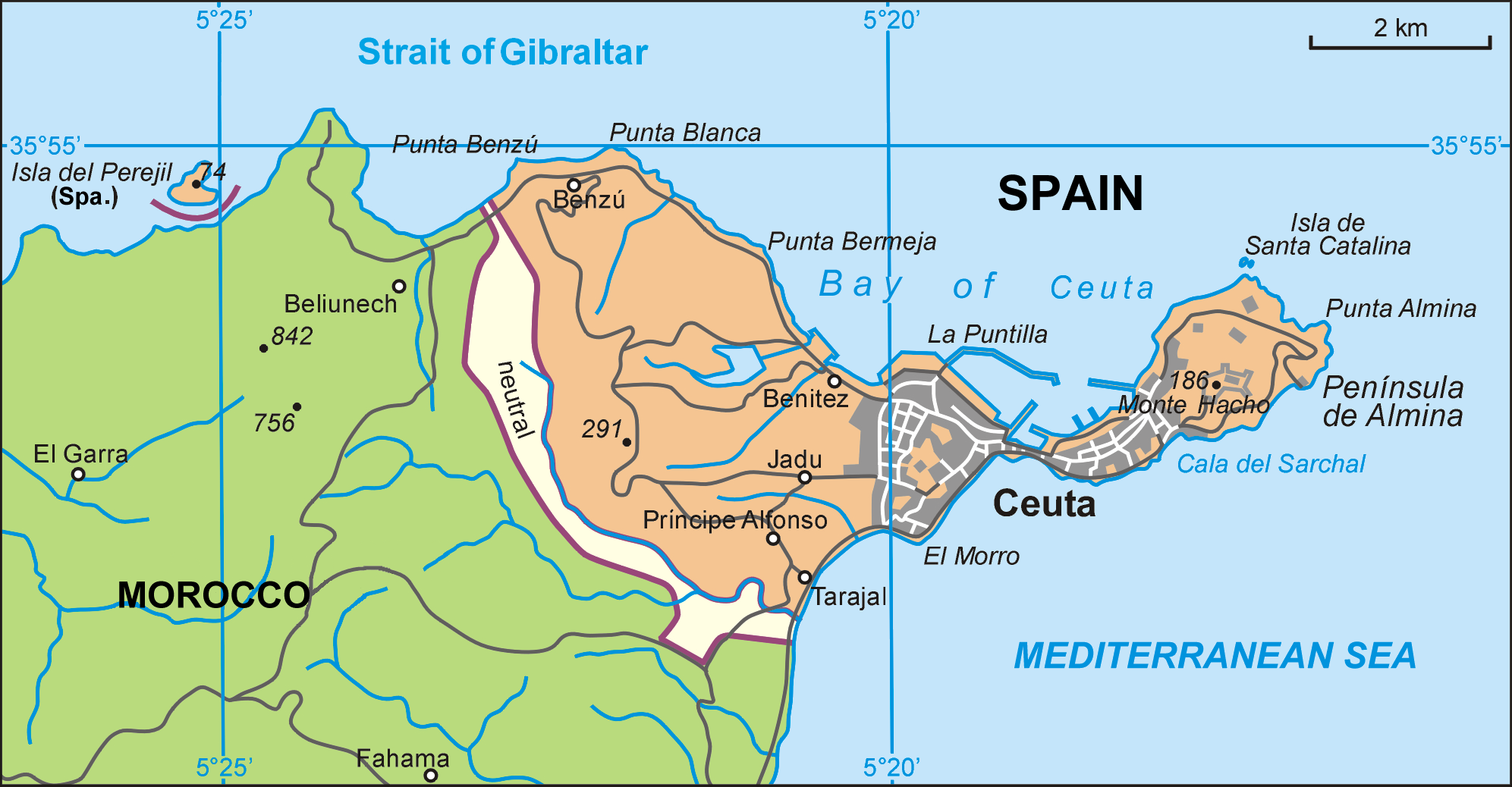
Карта Сеуты
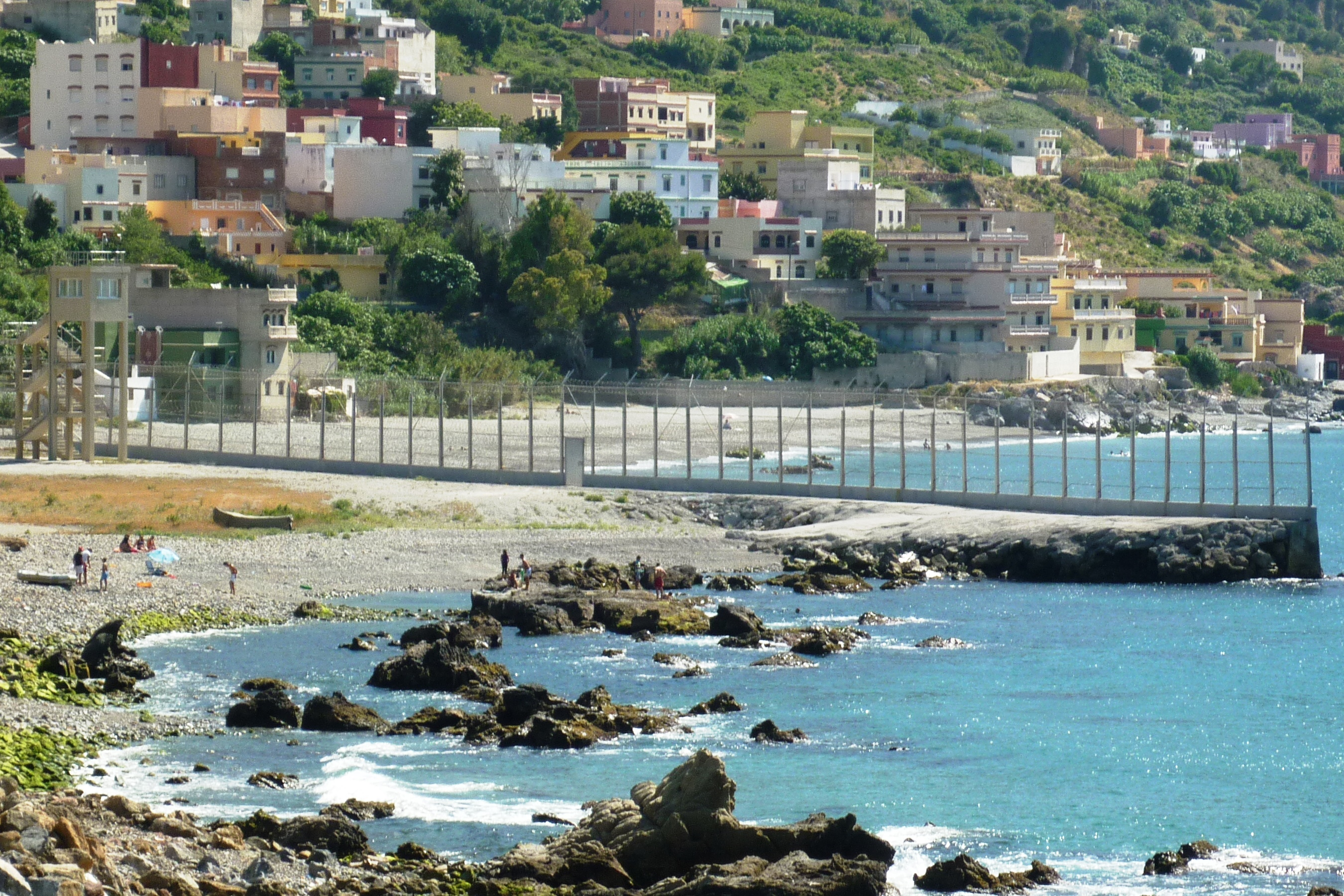
Вид на Сеутскую стену со стороны моря
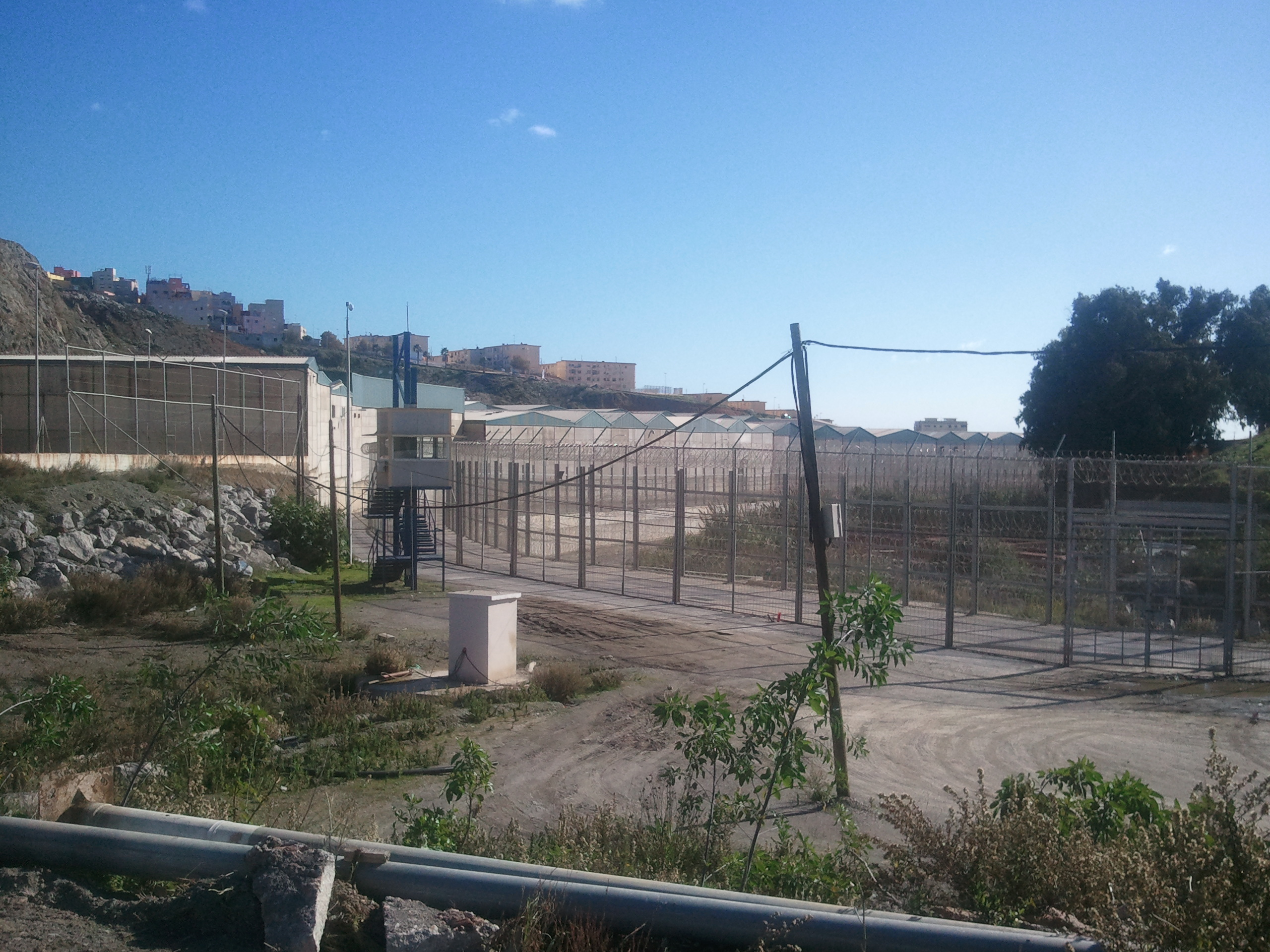
Сеутская пограничная стена
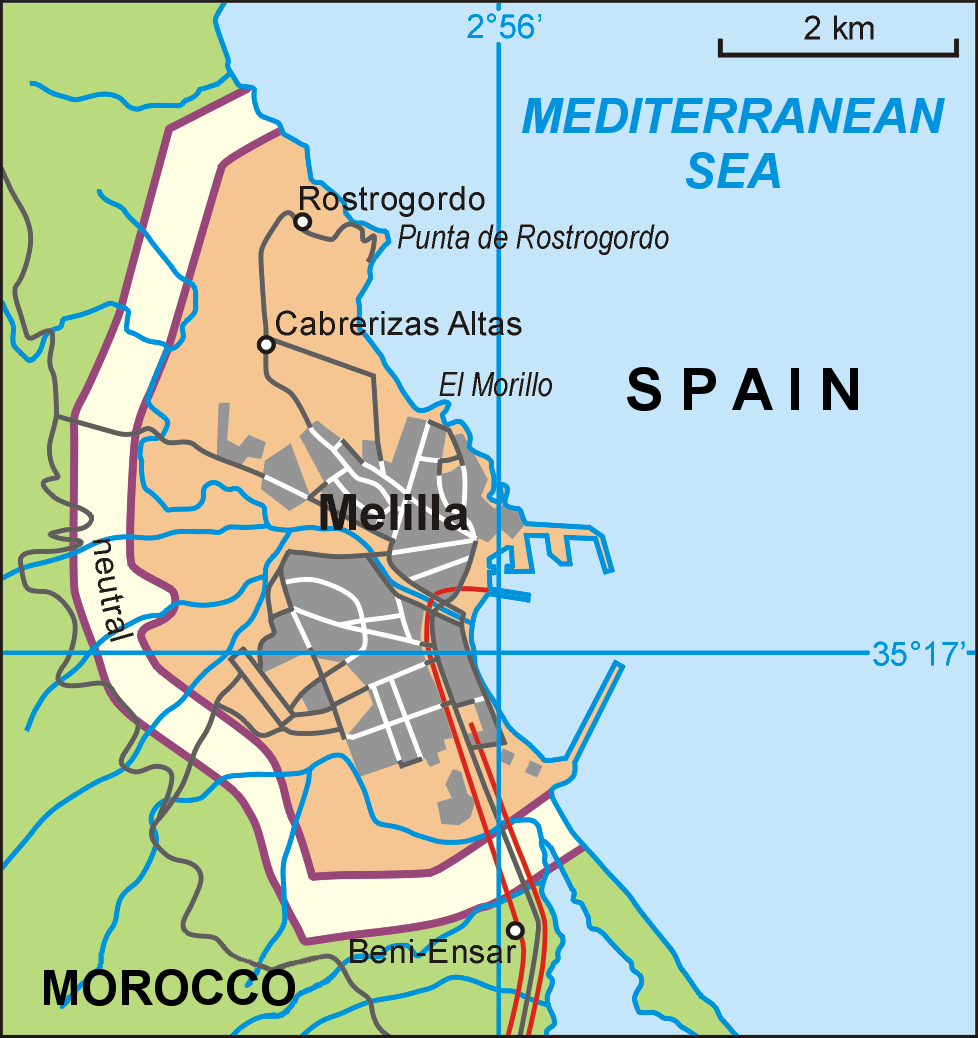
Карта Мелильи
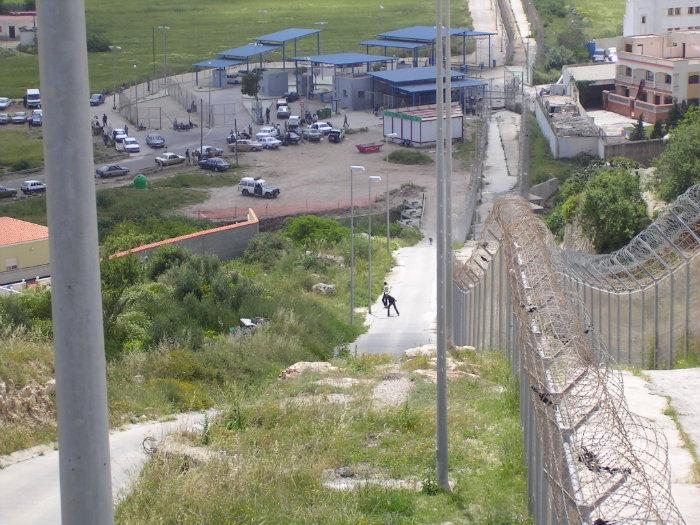
Пограничный переход Фарджана-Мелилья
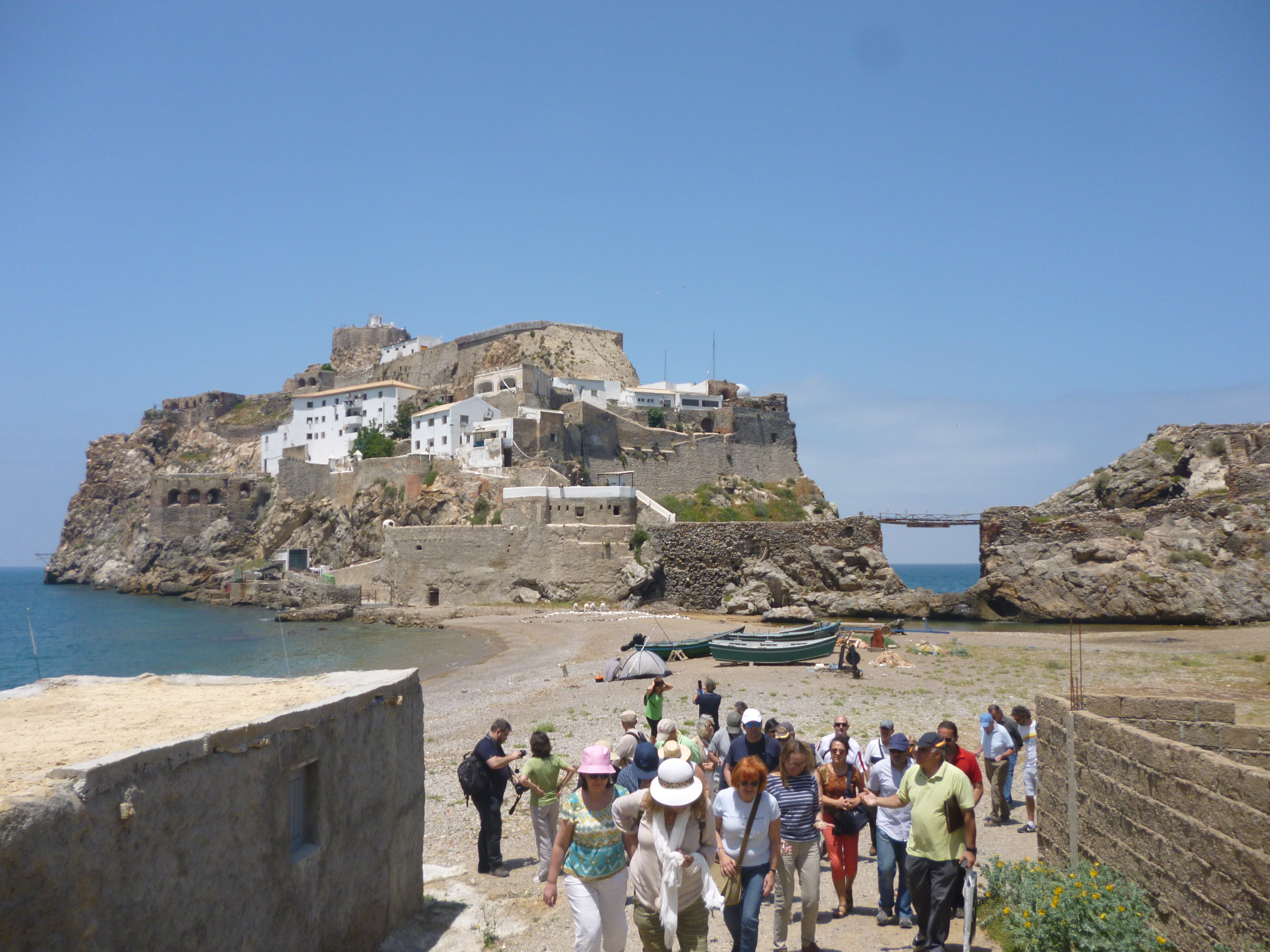
В Пеньон-де-Велес-де-ла-Гомера граница проходит по песку